# 기라 도가
기라 도가(영어: Geara Doga, 일본어: ギラ・ドーガ)는 《건담 시리즈》에 등장하는 모빌 슈트(MS)로 분류되는 가공의 유인 조종식 인간형 로봇 병기이다. 1988년에 개봉된 극장판 애니메이션 《기동전사 건담 역습의 샤아》에서 처음으로 등장했다.
작품 내에서 군사 세력 중 하나인 신생 네오지온군의 양산기로 옛 지온 공국군의 양산기 자쿠 II의 설계 사상을 답습한 범용기이다. 기체색도 자쿠 II와 마찬가지로 녹색을 바탕으로 하지만 퍼스널 컬러로 도장된 기체도 소수 존재하며 《기동전사 건담 역습의 샤아》에서는 레즌 슈나이더의 전용기인 파란색 지휘관기가 등장한다.

## 같이 보기
- 기동전사 건담 역습의 샤아
- 자쿠 II